# Goran Bare
Goran Bare (Vinkovci, 16. kolovoza 1965.) hrvatski je glazbenik, poznat kao osnivač i glavni vokal vinkovačkog rock sastava Majke.

## Životopis

### Rani život
Goran Bare rođen je 16. kolovoza 1965. u Vinkovcima gdje se tijekom mladosti aktivno bavio nogometom. Kao drugo dijete iz siromašne radničke obitelji odrasta većinom na ulici, koja ga je formirala i tako odredila njegove kasnije postupke i stavove, prema svijetu koji ga okružuje.
Prve bendove počinje okupljati već s 12 godina s prijateljima iz razreda, nastupajući u školi. 1980. godine, s 15 godina, s prijateljem Marinom Pokrovcem (budući gitarist Majki) osniva "Duo debili" i zabilježava svoj prvi veći nastup, pred oko 1.000 ljudi u vinkovačkom Domu omladine.

Od 1980. do 1984. godine Bare oblikuje svoj scenski nastup, pjevajući s raznim lokalnim sastavima. U tom periodu dolazi u doticaj s teškim drogama koje snažno obilježavaju njegovih idućih 15 godina života. 

### Glazbena karijera

#### Majke
Krajem 1984. godine Bare osniva grupu Majke i donosi odluku da je glazba njegov životni poziv. Uslijedila su prva studijska snimanja, nastupi, recenzije i radijska emitiranja njihove glazbe. 1986. godine u zagrebačkom Lapidariju i beogradskoj Akademiji održavaju prve važnije svirke gdje ih uočava zagrebački nezavisni izdavač Zdenko Franjić. Nudi im suradnju, pa 1987. Majke snimaju prvi promo materijal s 14 pjesama nazvan ”Majke zauvijek” za Franjićevu nezavisnu etiketu "Slušaj najglasnije".

Sve češće nastupe i vrlo dobre kritike u veljači 1989. godine na neko vrijeme prekinula je tragična smrt Baretovih najbliskijih prijatelja gitariste Majki, Marina Pokrovca, Gorana Matoševića-Bratanca i Pavla Papa u automobilskoj nesreći. Veliku bol zbog gubitka najboljih prijatelja Bare pokušava zaboraviti bježeći sve dublje u ovisnost o heroinu, te odlaskom iz Vinkovaca u Zagreb.

Nakon šest godina sviranja Majke 1990. snimaju svoj prvi pravi album Razum i bezumlje, koji je od domaće kritike proglašen rock albumom godine. Upravo kad je sve bilo spremno za konačni uspjeh, počinje rat, a originalne Majke, po Bari jedine prave Majke, su se rastale i nikad više sastale. Te 1991. godine Bare pod pseudonimom Hali Gali Halid snima samostalni mini album; svojevrsnu mješavinu garažnog rocka, psihodelije i narodne glazbe. Nakon toga se prvi put pokušava izliječiti od heroinske ovisnosti, ali bezuspješno. Ipak, 1992. okuplja nove Majke s Korozijom, bubnjarem originalnih Majki te tog ljeta snima drugi album Razdor.
 1994. snimaju svoj treći album Milost, 1996. Vrijeme je da se krene, live album Život uživo 1997. i Put do srca sunca 1998. Nakon što se 1999. oslobodio ovisnosti, raspušta Majke te nastupa samostalno i s pratećom grupom Plaćenici. 2007., nakon osam godina stanke, zajedno s Kilmisterom, Zokijem, Krunom i Alenom Tibljašom sprema veliki povratnički koncert Majki; 2008. objavljuju live album Unplugged te počinju ponovno svirati diljem Hrvatske.
2011. Majke izdaju album Teške boje, najbolji rock album u Hrvatskoj u posljednjih nekoliko godina. 2012., Goran Bare i Majke, bili su nominirani za 11 Porina. Osvojili su šest nagrada.
Nakon Teških boja Bare i Majke imaju hrpu koncerata diljem čitave regije. 2015. je trebao izaći novi album Bareta i Majki, ali Bare nije bio zadovoljan odrađenim poslom jer je smatrao da je album loša kopija Teških boja pa ga je odlučio baciti u smeće. Krajem 2016. godine izdaje novi singl "Osvijesti me" koji je dobio i pripadni spot, a tek onda početkom 2018. godine izdaje novo studijsko izdanje, album "Nuspojave". Album je potpuno drugačiji od svega što je Bare do toga radio jer, kako je i Bare sam rekao, dosta se oslanjao na kraut rock, a album je inspiriran i Davidom Bowiejem te albumom "Idiot" od Iggyja Popa. Paralelno s albumom izdan je i novi singl "Ljubav krvari". Album je osvojio Porin za rock album godine. 
Sredinom 2020. Bare izdaje singl "Rođen za suze" te dva mjeseca nakon toga i singl "Noćas prelazimo rijeku zauvijek" kojima najavljuje novo studijsko izdanje koje se očekuje tijekom 2021. godine.

#### Bare i plaćenici
Godine 2000. započinje snimanje svog prvog samostalnog albuma ”Izgubljen i nađen”, nagrađen Porinom za rock album godine 2001. Slijedi turneja s pratećom grupom Plaćenici sve do kraja 2002. godine kada Bare s grupom ulazi u studio i snima svoj drugi samostalni album ”7”.

## Privatni život
Godine 1993. stupa u brak s dugogodišnjom djevojkom Mirjanom. U studenom 1994. supruga Mirjana rađa sina Mirana, a Goran započinje uspješno liječenje po drugi put. Dana 2. prosinca 1995. od predoziranja mu umire supruga koja je par godina prije bila ovisna o heroinu.

U lipnju 1997. upoznaje svoju drugu suprugu Tamaru. Uz njenu podršku i pomoć liječnika iz bolnice u Vinogradskoj počinje liječenje treći put po redu. Napokon slobodan od alkohola i heroina, Bare napušta Majke 2000. godine.

Od svoje druge supruge razveo se 2009.
Dijagnosticiran mu je bipolarni afektivni poremećaj.

## Politička stajališta
Bare je, kako je to osobno rekao, "ljevičar ali ne i nostalgičar". Na prvim višestranačkim izborima u Hrvatskoj 1990. glasovao je za Koaliciju narodnog sporazuma. Uvijek je bio kritičan prema Hrvatskoj demokratskoj zajednici; za HDZ-ovce 1990-ih je izjavio da su u nekim stvarima slični Miloševiću, dok je Franjo Tuđman kojemu nikada nije bio sklon, iako ne isti, kao i Milošević pogriješio u svom odnosu prema Bosni i Hercegovini tijekom rata. Na predsjedničkim izborima 2009. godine zajedno s nekoliko drugih glazbenika podržao je Ivu Josipovića koji je za himnu kampanje uzeo Barinu pjesmu "Put ka sreći".
Otvoreno je i u više navrata kritizirao tadašnju premijerku Jadranku Kosor za koju je u emisiji Studio 45 ustvrdio da je "licemjer, lažov i još što" kao i da će joj se tek dokazati za što je sve kriva. U ranijem inervjuu nazvao ju je "Marsijancom" da bi sve zaključio s izjavom da je tuka. Protivi se idejama o zabrani koncerata Marka Perkovića Thompsona tvrdeći da je "svako zabranjivanje kontraproduktivno" i da je "protiv svakog zabranjivanja osim ako ono ima jako čvrstu pozadinu i ako nije moralno ispravno" te da bi "radije zabranio govore nekih političara."
Razočaran politikom izjavljuje da mu je HDZ draži nego SDP i navodi da je HDZ normalni desni centar.

## Diskografija

### Majke
- Razum i bezumlje - 1990.
- Razdor - 1993.
- Milost - 1994.
- Vrijeme je da se krene - 1996.
- Put do srca sunca - 1998.
- Teške boje - 2011.
- Nuspojave - 2018.

### Bare i Plaćenici
- Izgubljen i nađen - 2001.
- 7 - 2003.

### Samostalni
- Srce - 2006.
- Povrijedili smo jedno drugo - 2014.
- Nuspojave - 2018.

## Ostalo
- "A strana" kao gost izvođač (2019.)
- "IN Magazin" (?-danas)